# Messor semirufus
Messor semirufus är en myrart som först beskrevs av Andre 1883.  Messor semirufus ingår i släktet Messor och familjen myror.

## Underarter
Arten delas in i följande underarter:
- M. s. emeryi
- M. s. grandinidus
- M. s. semirufus